# Vzdělávací systém Polska

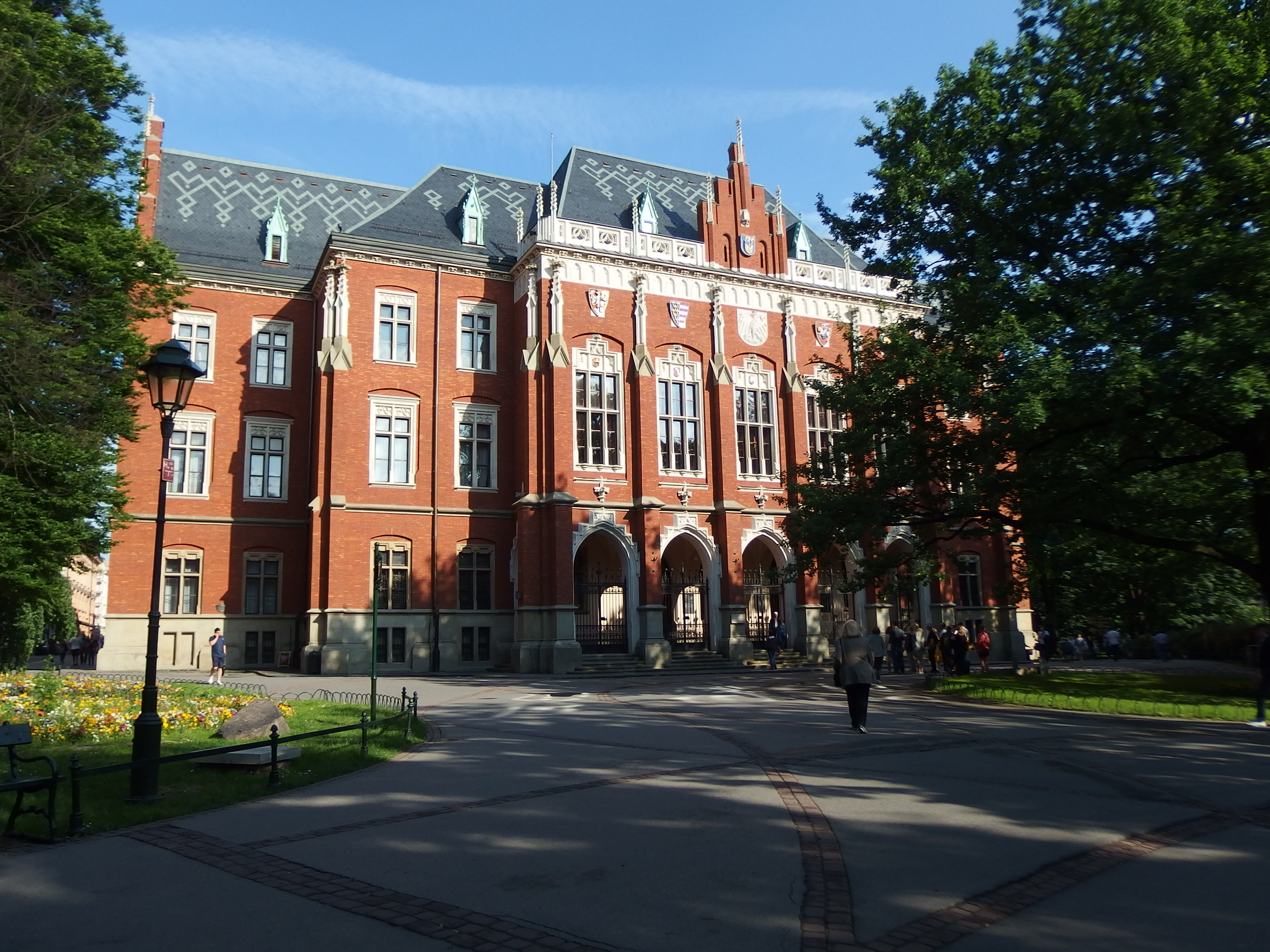
Jagellonská univerzita v Krakově

Vzdělávací systém Polska (polsky System oświaty w Polsce) začíná povinným nultým ročníkem předškolního vzdělávání a pokračuje povinnou školní docházkou od 7 do 15 let. Podle Ústavy Polské republiky má právo na vzdělání každá osoba, pobývající na území Polska. Poprvé v Polsku zavedla povinné školství Komora pro veřejné vzdělávání v roce 1808. Polští patnáctiletí studenti získali mimo jiné roku 2012 ocenění v projektu PISA, obsadili 8. místo v přírodních vědách, 9. pozici v gramatice a 12. umístění v matematice.

## Systém školství
Systém školství v Polsku je rozložen do několika stupňů, povinná docházka začíná šestým a končí patnáctým rokem. Rozdělení stupňů je následující:

### Předškolní stupeň
Předškolní výchova je prvním stupněm vzdělávacího systému v Polsku, je přístupná dětem od 3 do 6 let. V Polsku existují dva typy, a to vlastní předškolní vzdělávání a předškolní třídy, které jsou při základních školách. Od roku 2004 je zde také povinný tzv. nultý ročník, který musí každé šestileté dítě podstoupit a splnit tak potřebné přípravné aspekty k následnému stupni vzdělávání.

### Primární stupeň
Po nultém ročníku si dítě v Polsku projde povinnou školní docházkou, která trvá od 7 do 15 let. Školní rok je nastaven od 1. září do 30. června. Základní škola (Szkoła Podstawowa) se rozděluje do dvou stupňů 1-3 a 4-8. První z nich je určen žákům ve věku 7-9 let a je svěřen převážně jen jednomu učiteli. Druhý stupeň je pro žáky ve věku 10-15 let. Mezi povinné předměty patří např. polština, matematika, zeměpis, fyzika, hudební výchova, výtvarné umění apod. Mezi volitelné předměty lze zařadit např. náboženství, etika nebo výchova k rodinnému životu. Na konci základní školy žáci absolvují závěrečný test, který je podmínkou k dokončení školy a výsledky se berou v úvahu při zapisování na střední školu. V Polsku existují také gymnázia, která jsou určená žákům od 13 do 16 let, má jim poskytovat všeobecné znalosti z několika z různorodých odvětví.

### Sekundární stupeň
V Polsku existuje několik typů středních škol:

#### Všeobecné lyceum (Liceum Ogólnokształcące)
Je nejčastějším typem sekundárních škol a trvá 3 roky. Končí maturitní zkouškou, ta je poté podmínkou pro terciární vzdělání. Školy slouží nejlépe k přípravě na další stupně studia.

#### Technická škola (Technikum)
Jsou druhým nejčastějším typem škol a jsou na 4 roky. Školy připravují studenty na budoucí povolání, která jsou technického charakteru.

#### Učňovská škola
Jde o dvouletou školu, která má studentovi předat odborné znalosti a dovednosti ve vybraném oboru. Je zakončena závěrečnou zkouškou, kterou sjednává Krajská zkušební komise. Po jejím úspěšném absolvování student dostává osvědčení o ukončení studia.

#### Speciální škola (Szkoły specjalne)
Je určená studentům se zvláštními potřebami, tedy studentům trpící mentální retardací, postižením apod. Po jejím úspěšném zakončení, získá student certifikát, který potvrzuje připravenost na práci.

### Terciární stupeň
Skládá se z bakalářského studia, které trvá zpravidla 3 roky a magisterského dvouletého studia. Titul magistra lze získat i po absolvování dlouhodobého praktického programu (např. v oboru farmacie). Doktorské cykly pak trvají většinou 3 roky a jedná se o kombinaci odborné práce a akademického studia, na jeho konci musí studenti vypracovat disertační práci. Poté ještě existuje vzdělání „Doktor habilitowany“, který je určen absolventům doktorského studia. Studenti se po jeho vystudování mohou stát akademickými pracovníky vysokých škol i výzkumných pracovišť. Je jim také udělen titul profesor.

## Financování
Systém vzdělávání v Polsku je financován především z veřejných zdrojů, konkrétně 91 % nákladů polského školství je placeno z veřejných prostředků. Zdrojem veřejného financování jsou především dotace, granty, zdroje z územních samosprávných celků nebo z fondů Evropské unie. Tyto finanční prostředky jsou pak rozdělovány do veřejných i neveřejných školských institucí. Vzdělávání v mateřských i základních školách je bezplatné, jsou zde požadovány pouze určité finanční příspěvky např. na stravování apod. Ani na středních či vysokých školách se školné neplatí.
Co se týče finančních podpor studujících, rodiny dostávají finanční podporu ve formě příspěvků, daňových úlev apod. Studenti mají bezplatnou lékařskou péči a snížené jízdné. Studenti na vysokých školách mají také nárok na stipendia a možnost získat studentskou půjčku.

## Stupnice hodnocení
Polsko využívá šestistupňovou škálu hodnocení, kdy nejlepší známka je hodnocena číslem 6 jako výborně. Dále je to 5 – velmi dobře, 4 – dobře, 3 – dostatečně, 2 – ještě přijatelně, 1 – nedostatečně. Pokud chce student získat známku 6 musí plnit bonusové úkoly, mít z testů 100 % nebo školu v daném předmětu reprezentovat.

## Historie
První vzdělávací reforma po roce 1989 se uskutečnila v roce 1995. Formulovala povinnou školní docházku od 6 let, vytvoření jádrového a alternativního kurikula, a vytvoření systému evaluace a hodnocení vzdělávacího systému. V roce 1999 se v Polsku uskutečnila reforma vzdělávání z roku 1968 z dvoustupňového na třístupňový systém vzdělání. Gymnázia se tak stala novým typem škol a stala se nejvýraznějším faktorem této reformy. Osmiletá primární škola navazující na čtyřletou střední nebo odborná škola na tři roky bude nahrazena systémem „6+3+3“. Tím pádem byla primární škola na dobu 6 let, a poté žáci pokračovali na tříletém gymnáziu. Dále si žák vybírá sekundární vzdělávání mezi profilovým lyceem nebo dvouletou učňovskou školou. Toto rozhodnutí provádí žák nejdříve v 16 letech. Gymnaziální fází musejí projít všichni studenti. Od roku 2017 se v polském systému školství prováděla další reforma, jejímž cílem je lepší příprava žáků pro vstup na pracovní trh. Součástí této reformy je povinná roční docházka na předškolním vzděláváním dětí ve věku šesti let. Povinná školní docházka se po reformě snížila o jeden rok, tedy na osm let. Reforma z roku 2017 dopadla i na mateřské školy. Šestileté děti mají povinnost absolvovat jeden rok povinného předškolního vzdělání.